# Plants vs. Zombies: Garden Warfare
Plants vs. Zombies: Garden Warfare (с англ. — «Растения против зомби: Садовая война») — компьютерная игра в жанре многопользовательского шутера от третьего лица с элементами tower defense, разработанная американской студией PopCap Games и изданная Electronic Arts. Игра является третьей в серии Plants vs. Zombies, в основе сеттинга – растения, защищающие человечество от нашествия зомби. Игрок управляет Растениями или Зомби в кооперативных и многопользовательских режимах. После завершения матчей и выполнения определённых заданий, игроки зарабатывают монетки, за которые можно приобрести наклейки, открывающие предметы кастомизации персонажей.
PopCap Games приступила к разработке Garden Warfare в начале 2012 года, решив отказаться от полноценной tower defense для привлечения большого количества игроков. Разработчики вдохновлялись другими командными шутерами с «мультяшными» визуальными эффектами, вроде Team Fortress 2. Игра создана на движке Frostbite 3, из-за чего PopCap тесно сотрудничала с EA DICE во время внедрения этой технологии.
Garden Warfare была официально анонсирована на E3 2013 и выпущена в феврале 2014 года в качестве временного эксклюзива для консолей Xbox 360 и Xbox One. В июне того же года игра вышла на Windows, а в августе — на PlayStation 3 и PlayStation 4. Garden Warfare получила в целом положительные отзывы от критиков – основными плюсами называли её «шутливый» тон, дизайн персонажей и карт и геймплей, но в качестве недостатков отмечали прогрессию, отсутствие оригинальности и малое количество контента. После выхода к игре было выпущено несколько бесплатных загружаемых дополнений. К ноябрю 2015 года в Garden Warfare сыграло более восьми миллионов игроков. В феврале 2016 года игра получила продолжение – Plants vs. Zombies: Garden Warfare 2.

## Игровой процесс

Игровой процесс Garden Warfare. Растение устанавливает стационарное защитное растение в цветочном горшке, обеспечивающее боевую поддержку

Plants vs. Zombies: Garden Warfare представляет собой многопользовательский командный шутер от третьего лица, где игрок управляет фракциями Растений или Зомби в совместной игре или в мультиплеере. В игре восемь классов, по четыре на каждую фракцию. Горохострел (англ. Peashooter) и Пехотинец (англ. Foot Soldier) – общие наземные персонажи, Подсолнух (англ. Sunflower), Учёный (англ. Scientist) и Инженер (англ. Engineer) – персонажи поддержки, Зубастик (англ. Chomper) и Звезда (англ. All-Star) – персонажи, атакующие в ближнем бою, Кактус (англ. Cacti) – снайпер. Помимо обычной стрельбы от третьего лица, у каждого класса три особые способности. Например, Горохострел может бросать специальную Бомбу Боб Чили для атаки по площади, а Зубастик способен зарыться под землю и устроить засаду на зомби снизу. В большинстве карт разбросаны «Цветочные горшки» (англ. Flower Pots) и «Костные груды» (англ. Bone Piles), подобрав которые Растения могут размещать стационарные защитные растения, а Зомби – порождать нежить, которая самостоятельно бродит по карте. Таким образом, элемент «игрок против игрока» разбавляется элементом «игрок против окружения». Юниты Зомби управляются искусственным интеллектом и могут быть съедены при использовании. Оживляя товарищей по команде, убивая врагов и выполняя цели, игрок зарабатывает монетки — местную игровую валюту.
Для продвижения, игрок должен выполнять уникальные для каждого класса задачи, вроде «победить определённое количество врагов» или «использовать навык». По завершении их игрок повышает свой уровень, открывая доступ к улучшениям, новым вариантам персонажей и косметическим предметам. Внутриигровые предметы, такие как одежда и аксессуары персонажей, улучшения оружия и порождаемые герои, получаются из наборов карточек. Они покупаются за монетки во внутриигровом магазине, где находятся случайные предметы. Доступно несколько наборов карточек – например, дешёвые, содержащие только юнитов ИИ, или более дорогие, где находятся предметы большей редкости. Собрав пять карточек, игрок сможет разблокировать вариант персонажа, чтобы собрать законченное изображение рассматриваемого варианта. В последующих обновлениях PopCap добавила микротранзакции, позволяющие игроку разблокировать наборы карточек за настоящие деньги. Каждый вариант героя имеет другое оружие, характеристики или эффект стихии по сравнению с их базовой версией. Например, вариант Горохострела Коммандос Горох (англ. Commando Pea) использует полностью автоматическое оружие, но не может наносить урон по области, а Звезда Крикета (англ. Cricker Star) наносит врагам дополнительный урон огнём. Все разблокированные предметы можно посмотреть в книге карточек.

### Режимы
В игре есть кооперативный и несколько соревновательных многопользовательских режимов. В «Garden Ops» четыре игрока управляют Растениями, которые должны отразить десять волн Зомби, чтобы те не уничтожили Сад. На некоторых волнах попадается игровой барабан, в котором может попасться босс, монетки или большое скопление зомби. После последней волны Растения должны бежать к точке эвакуации и уничтожать оставшихся Зомби до тех пор, пока их не эвакуирует Безумный Дэйв. В режиме «Boss Mode» игрок контролирует Доктора Зомбосса или Безумного Дэйва (для Зомби и Растений соответственно), которые кружат над ареной на летающем аппарате и посылают поддержку наземным игрокам, активируя радарное сканирование, нанося воздушные удары, исцеляя и воскрешая умерших товарищей. Данный режим доступен только для владельцев Kinect и Xbox SmartGlass. Игроки PlayStation 4 и Xbox One могут играть в кооперативный режим с разделённым экраном, в котором два игрока вступают в баталии с бесконечными волнами Зомби.
В многопользовательских режимах до 24 игроков могут соревноваться друг с другом. «Team Vanqush» — своеобразная вариация deathmatch, в котором игрокам, делящимся на две команды, необходимо устранить 50 противников. В «Garden & Graveyards» игроки захватывают (играя за Зомби) или защищают (играя за Растения) различные цели на увеличивающейся карте. Последняя цель для каждой карты индивидуальна. «Suburbination» (выпущен с выходом бесплатного DLC Suburbination Pack) – классический режим захвата зон, в котором Растения и Зомби должны сражаться за контроль над тремя различными зонами, причём каждая удерживаемая зона даёт команде очки в зависимости от того, как долго она контролируется. Если команда контролирует одновременно все три зоны, происходит «субурбанизация», где игроки зарабатывают очки с огромной скоростью и получают дополнительные бонусы в виде монеток. Побеждает команда, набравшая 100 очков. Существует также «Gnome Bomb» (выпущен с выходом бесплатного DLC Garden Variety Pack), где две команды пытаются уничтожить все три базы друг у друга с помощью гном-бомбы, и «Taco Bandits» (выпущен с выходом бесплатного DLC Legends of the Lawn), где Зомби пытаются украсть три тако у Безумного Дэйва, которые охраняют Растения, и доставить их Доктору Зомбоссу. Для новичков есть специальный режим «Welcome Mat», в котором игроки сталкиваются друг с другом изучая элементы управления и особенности игры. Каждая последующая смерть в этом режиме после трёх смертей кряду приведёт к тому, что у игрока появится увеличенный запас здоровья.

## Разработка
Garden Warfare уходит своими корнями в концепцию геймплея, разработанную командой издателя Electronic Arts. Полагая, что такая концепция будет хорошо смотреться в качестве игры по Plants vs. Zombies, издатель создал прототип. После его завершения, канадское подразделение PopCap Games, находящееся в Ванкувере, начало разработку в начале 2012 года. Разработчики стремились к увеличению аудитории франшизы и отказались от создания двухмерной tower defense, выбрав другой жанр. Первоначально в основе геймплея лежали сражения Растений и Зомби друг с другом. Придумав различные механики, такие как создание открытого мира или однопользовательского экшена, разработчики решили сделать многопользовательскую игру, которая может быть более увлекательной. В команду пригласили сотрудников, ранее работавших над шутерами и экшенами, а также тех, кто работал над третьей версией движка от EA DICE — Frostbite. Они также тесно сотрудничали с DICE, когда внедряли их технологию в Garden Warfare.
PopCap стремилась к тому, чтобы игра понравилась как тем, кому нравятся экшены, так и поклонникам франшизы. Тон Garden Warfare был абсолютно не таким серьёзным и мрачным, как у других шутеров, типа Call of Duty и Battlefield, что позволяло бы игрокам «просто сидеть, наслаждаться игрой и громко смеяться над её беззаботностью». Разработчики позаботились над тем, чтобы их командная работа была сбалансированной, а игровой процесс и навыки героев – важнейшими составляющими игры, аналогично традиционным экшенам. Чтобы привнести в Garden Warfare тактическую глубину, но при этом сохраняя «шутливый» тон, PopCap вдохновлялась другими командными шутерами с «мультяшными» визуальными эффектами, в частности Team Fortress 2. Чтобы сделать игру более тактической, была добавлена возможность создавать стационарные растения и управляемые интеллектом зомби, помогающие в баталиях. Ещё одним способом добавить тактическую составляющую было введение вариантов персонажей, обладающих уникальными характеристиками и особенностями, которые немного меняют игровой процесс.
При выборе Растений из списка персонажей франшизы, разработчики остановились на Горохостреле и Кактусе – по их словам, они были «крутыми» и «юморными», поэтому игроки хотели их разблокировать. Другие герои, появляющихся в предыдущих играх Plants vs. Zombies, вернулись лишь как юниты, управляемые искусственным интеллектом. Что касается игрового типа персонажей, то Растения были защитными персонажами, в то время как Зомби были более атакующими. При проектировании Зомби, команда столкнулась с проблемами, так как все Растения легко вписывались в структуру геймплея, а Зомби были более одномерны. PopCap пршлось создать разнообразные классы Зомби, чтобы соответствовать классам Растений. Кроме того, разработчики также столкнулись с проблемами при создании звуковых эффектов растений – они, по их словам, казались «абстрактными» для создания, в отличие от их действий на экране.

## Анонс и выход
Официальный анонс игры состоялся на выставке E3 2013. Изначально игра создавалась для Windows и Xbox 360, но позднее Electronic Arts заключили партнёрское соглашение с Microsoft Studios, тем самым Garden Warfare стала временным эксклюзивом для Xbox 360 и Xbox One. PopCap назвала переход с Xbox 360 на Xbox One «естественной миграцией», поскольку из-за небольшого размера команды студия не была готова к запуску игры на нескольких платформах. Первоначально выход Garden Warfare был запланирован на середину февраля 2014 года, но её отложили на одну неделю. Таким образом, она вышла 25 февраля в США и 27 февраля в Европе. Версия для Windows была выпущена в июне 2014 года через Origin. Там также появилось цифровое расширенное издание, содержащее бонусные внутриигровые предметы. В августе того же года Garden Warfare вышла на PlayStation 3 и PlayStation 4. Версии на консолях от Sony включают дистанционное управление на PlayStation Vita, а также бонусные костюмы персонажей из игр от Sony – Рэтчета и Кланка, Слая Купера и Принцессы Обжоры из Fat Princess. В этом же месяце Electronic Arts добавили трёхдневную пробную версию Garden Warfare в Origin в рамках акции «Game Time». В октябре игру включили в сервис подписки EA Access на Xbox One, а в апреле 2022 — в Xbox Game Pass.
Несмотря на заявления от PopCap, что в игре не будет микротранзакций, эту функцию добавили в апреле 2014. Компания также выпустила несколько бесплатных DLC:
- Garden Variety Pack: данный пакет включает в себя бонусный режим «Gnome Bomb», новые улучшения и предметы персонализации персонажа и карту. Он вышел 8 марта 2014 года[46].
- Zomboss Down Pack: добавлена карта Cactus Canyon для режима «Garden & Graveyards», новые типы персонажей, увеличенный лимит уровней для каждого класса и новые возможности персонализации[47]. Вышел 16 апреля 2014 года[48].
- Tactical Taco Party Pack: представлена карта Jewel Junction, новый режим игры Vanquish, возможность играть в командах 8 на 8 для «Mixed Mode». Он также включает в себя два новых типа персонажей для Кактуса и Горохострела – Цитрус-Кактус (англ. Citrus Cactus) и Ягодка-Стрелок (англ. Berry Shooter). Данный пакет вышел 1 июля 2014 года при спонсорской поддержке компании Aquafina FlavorSplash[англ.][49].
- Suburbination Pack: добавлен режим «Suburbinatin», новая карта Crash Course, новые боссы и задания для «Garden Ops», дополнительные пакеты кастомизации для всех персонажей и нового героя – Плазменного Горохострела (англ. Plasma Pea), разработанного победителем конкурса сообщества на создание нового персонажа. Вышел 12 августа 2014 года[50].
- Cheetos Pack: набор вышел при спонсорской поддержке фирмы Cheetos[51]. Включает в себя два новых варианта персонажа – «Честер Чомпер» и «Доктор Честер», основанные на гепарде Честере, талисмане Cheetos. Вскоре данные варианты стали доступны для всех в виде двух бесплатных наборов наклеек[52].
- Legends of the Lawn Pack: включает в себя семь новых вариантов персонажей, включая Центуриона и Нефритового Кактуса, новые наборы персонализации и юниты, новые волны в «Garden Ops» и игровой режим «Taco Bandits»; на консолях PlayStation данный пакет включает контент Suburbination Pack. Вышел 30 сентября 2014 года[53].

## Отзывы критиков
| Сводный рейтинг       | Сводный рейтинг                        |
| Агрегатор             | Оценка                                 |
| --------------------- | -------------------------------------- |
| GameRankings          | (PS4) 78,07 % (XONE) 77,18 %           |
| Metacritic            | (PC) 78/100 (PS4) 75/100 (X360) 69/100 |
| Иноязычные издания    |                                        |
| Издание               | Оценка                                 |
| Eurogamer             | 8/10                                   |
| Game Informer         | 6,5/10                                 |
| GameSpot              | 7,0/10                                 |
| GamesRadar+           | [ 62 ]                                 |
| IGN                   | 7,8/10                                 |
| Joystiq               | [ 64 ]                                 |
| Polygon               | 8,5/10                                 |
| Русскоязычные издания |                                        |
| Издание               | Оценка                                 |
| 3DNews                | 9/10                                   |
| PlayGround.ru         | 7,5/10                                 |
| Riot Pixels           | 65 %                                   |
| StopGame.ru           | «Похвально»                            |
| «Игромания»           | 8,5/10                                 |
| «Игры Mail.ru»        | 8/10                                   |
| «Канобу»              | 8/10                                   |

Garden Warfare получила в целом положительные отзывы от критиков. Они сочли, что игра была «отточенным шутером» со своим шармом и юмором, а её «шутливый» тон – одна из самых сильных сторон игры. Некоторые журналисты посчитали, что франшизу успешно преобразовали для охвата более широкой аудитории с изменением жанра и похвалили PopCap за создание успешного шутера с первой же попытки. Рецензенты также похвалили разработчиков за то, что они не конкретизировали глупую предпосылку серии о Растениях, защищающихся от Зомби. Но многие критики ругали игру за небольшое количество карт и режимов, а Кэролин Петит из GameSpot заявила, что контент был скудным даже для малобюджетного тайтла. Сам геймплей хвалили за многофункциональность, Артур Гис из Polygon отмечал его наследие, которое Garden Warfare разделил с серией Battlefield.
У критиков было довольно противоречивое мнение касаемо режимов игры. Рецензенты писали, что они были отточены и функциональны, но им в целом не хватало креативности и инноваций. Кооперативный режим «Garden Ops» Холландер Купер из GamesRadar назвал «клоном» режима Орды из Gears of War, хотя отметил, что он хорошо вписывается в серию. Кэролин Петит согласилась с ним, написав также, что ей этот режим напоминает корни tower defense, но он менее захватывающий в сравнении с соревновательными мультиплеерными режимами, поскольку игроки сражаются только с врагами, управляемыми ИИ. Джон Дентон из Eurogamer назвал «Garden Ops» введением в игру и посчитал его несущественным. Многопользовательские режимы также получили неоднозначную оценку. Брайан Альберт из IGN назвал игровые режимы «стандартными», а Джефф Маркиафава из Game Informer – «скучными, лишёнными оригинальности». Тем не менее, критики положительно оценили режим «Gardens & Graveyard». Брайан Альберт отмечал, что заключительные этапы штурма цели добавляют немало трудностей. Джон Дентон из Eurogamer похвалил его за инновационность и требования к командной работе и координации игроков, Холландер Купер назвал большие масштабы карты одной из самых сильных сторон режима. Майк Венер из Joystiq остался разочарован режимом «Boss Mode», который не улучшает игровой опыт.
Купер похвалил возможность сажать Растения в горшки и асимметрию игровых классов, хотя он и Венер отмечали некоторый дисбаланс, так как некоторые классы слишком маломощные и слабые. Но Брайан Альберт не согласился с ними, заявив, что ни один из классов «не имеет прям особые преимущества в геймплее». Пакеты наклеек критики оценили положительно за то, что они привносят непредсказуемость в игре, а также что варианты персонализации героев надолго удержат игрока. Но некоторым не понравилась то, что они случайны, и их приходиться «гриндить». Маркиафава написал, что «рандом» наклеек в корне навредил игре. Кроме того, рецензент подверг критике задачи для игрока, назвав их «трудновыполнимыми», что делает развитие очень медленным. Дизайн героев получил высокую оценку. Альберт посчитал, что они вызывают «весёлую глупость», а Венер же отмечал, что они заставят игрока «хихикать».

### Продажи
Спустя неделю после своего выпуска, Garden Warfare стала четвёртой самой продаваемой розничной игрой в Великобритании. После выпуска на консолях PlayStation, игра снова попала на четвёртую строчку чарта. Благодаря релизу на консолях от Sony, Garden Warfare заняла восьмое место в списке самых продаваемых розничных игр августа 2014 года от NPD Group. По состоянию на ноябрь 2015 года, в шутер с момента выхода сыграло восемь миллионов человек.

## Продолжения
Продолжение Garden Warfare, Plants vs. Zombies: Garden Warfare 2, было анонсировано на конференции Microsoft E3 2015 года и вышло 23 февраля 2016 года на Windows, PlayStation 4 и Xbox One. В октябре 2015 года издательство Dark Horse Comics выпустило серию комиксов, действие которой проходит между первой и второй частями; её автором и художником выступили Пол Тобин и Джейкоб Шабо соответственно. В октябре 2019 года на Windows, PlayStation 4 и Xbox One вышла третья игра в подсерии Garden Warfare – Plants vs. Zombies: Battle for Neighborville. В марте 2021 года триквел выпустили на Nintendo Switch.
Обе игры получили в целом положительные отзывы со стороны критиков и игроков.